# پریش سنت هلنا (لوئیزیانا)
سنت هلنا پریش (به انگلیسی: Saint Helena Parish) یک قصبه در ایالات متحده آمریکا است که در لوئیزیانا واقع شده‌است.

## خصوصیات
سنت هلنا پریش ۱٬۰۵۹٫۳۱ کیلومترمربع مساحت دارد.